# احمد معینی
احمد معینی (زاده ۱۳۲۱– درگذشته ۱۳۷۵) بازیگر سینما اهل ایران بود.

## فیلم‌شناسی
- یاران (۱۳۷۲)
- گریز (۱۳۷۱)
- قرق (۱۳۷۰)
- بی‌گناه (۱۳۵۵)
- پاداش یک مرد (۱۳۵۵)
- سیاه بخت (۱۳۵۵)
- مادر جونم عاشق شده (۱۳۵۵)
- والده آقا مصطفی (۱۳۵۵)
- چشم انتظار (۱۳۵۴)
- سارق (۱۳۵۴)
- شرف (۱۳۵۴)
- غلام زنگی (۱۳۵۴)
- فاصله (۱۳۵۴)
- قسم (۱۳۵۴)
- کینه (۱۳۵۴)
- مجازات (۱۳۵۴)
- نازنین (۱۳۵۴)
- همسفر (۱۳۵۴)
- آب توبه (۱۳۵۳)
- ]]آقا مهدی وارد می‌شود]] (۱۳۵۳)
- پری خوشگله (۱۳۵۳)
- جوجه فکلی (۱۳۵۳)
- حسین آژدان (۱۳۵۳)
- ناجورها (۱۳۵۳)
- هرجایی (۱۳۵۳)
- یاور (۱۳۵۳)
- جنوبی (۱۳۵۲)
- روسیاه (۱۳۵۲)
- شرور (۱۳۵۲)
- کاکا سیاه (۱۳۵۲)
- مغربی (۱۳۵۲)
- ناخدا (۱۳۵۲)
- پخمه (۱۳۵۱)
- خاطرخواه (۱۳۵۱)
- غریبه (۱۳۵۱)
- مرد (۱۳۵۱)
- رضا چلچله (۱۳۵۰)
- قصه شب یلدا (۱۳۴۹)
- خداحافظ تهران (۱۳۴۵)
- عصیان (۱۳۴۵)